# Killian Peier
Killian Peier, né le 28 mars 1995, est un sauteur à ski suisse.

## Biographie
Killian Peier grandit à La Sarraz. Il pratique pour la première fois le saut à ski en 2004 lors d'une initiation organisée par Sylvain Freiholz au Brassus. Il fait également du basket-ball à Éclépens pendant son enfance. À partir de 16 ans, il se forme au centre national sports-études d'Einsiedeln.
Il démarre en Coupe du monde en février 2013 à Willingen, mais le concours final est annulé.
Il se classe 41e des qualifications du grand tremplin aux Championnats du monde 2013, échouant pour une place.
En novembre 2014, il participe à sa première épreuve de Coupe du monde à Klingenthal où il réussit à se classer 17e, pour marquer ses premiers points. 
Ses résultats ne lui permettent pas d'être sélectionné pour les Jeux olympiques d'hiver de 2018.
Il engage ensuite un coach mental et reçoit plus de temps de la part des entraîneurs de l'équipe suisse. Après une 12e place obtenue en décembre 2018, il entre pour la première fois dans le top 10 en Coupe du monde en janvier 2019 en terminant au 7e rang de l'épreuve d'Innsbruck. Alors qu'il n'est encore jamais monté sur le podium en Coupe du monde, Killian Peier obtient la médaille de bronze de l'épreuve sur grand tremplin lors des Championnats du monde de Seefeld en 2019.
Il obtient son premier podium en Coupe du monde en décembre 2019 en terminant deuxième à Nijni Taguil.

## Palmarès

### Jeux olympiques
| Épreuve / Édition | Pékin 2022 |
| Petit tremplin    | 37e        |
| Grand tremplin    | 27e        |
| Par équipes       | 8e         |

### Championnats du monde
| Épreuve / Édition      | Individuel     | Individuel     | Par équipes    | Par équipes |
| Épreuve / Édition      | Petit tremplin | Grand tremplin | Grand tremplin | Mixte       |
| Mondiaux 2013 Predazzo | —              | —              | 10e            | —           |
| Mondiaux 2015 Falun    | 31e            | 30e            | 10e            | —           |
| Mondiaux 2017 Lahti    | 18e            | 40e            | 10e            | —           |
| Mondiaux 2019 Seefeld  | 10e            | Bronze         | 7e             | —           |

Légende :
- : première place, médaille d'or
- : deuxième place, médaille d'argent
- : troisième place, médaille de bronze
- — : Killian Peier n'a pas participé à cette épreuve

### Championnats du monde de vol à ski
| Édition / Épreuve        | Individuel | Par équipes |
| ------------------------ | ---------- | ----------- |
| Mondiaux 2018 Oberstdorf | -          | 6e          |
| Mondiaux 2022 Vikersund  | 31e        | -           |

### Coupe du monde
- Meilleur classement général : 16e en 2022.
- 1 podium individuel : 1 deuxième place.

| Saison/Classement | Général | Général | Tournée des 4 tremplins | Tournée des 4 tremplins |
| Saison/Classement | Class.  | Points  | Class.                  | Points                  |
| ----------------- | ------- | ------- | ----------------------- | ----------------------- |
| 2014-2015         | 66e     | 15      | -                       | -                       |
| 2015-2016         | 74e     | 2       | 65e                     | 97                      |
| 2017-2018         | 54e     | 13      | 32e                     | 499                     |
| 2018-2019         | 17e     | 399     | 10e                     | 959                     |
| 2019-2020         | 25e     | 237     | 22e                     | 862                     |
| 2021-2022         | 16e     | 451     | 13e                     | 994                     |
| 2022-2023         | 74e     | 6       | -                       | -                       |

### Grand Prix
- 1 podium.